# Kosak-Memorandum
Das Kosak-Memorandum, offiziell der russische Entwurf eines Memorandums über die Grundprinzipien der Staatsstruktur eines vereinigten Staates in Moldawien, war ein Vorschlag aus dem Jahr 2003, der auf eine endgültige Regelung der Beziehungen zwischen Moldawien und Transnistrien und eine Lösung des Transnistrien-Konflikts abzielte. Es galt als Erweiterung des Moskauer Memorandums von 1997, wurde jedoch letztlich vom moldauischen Präsidenten Wladimir Woronin abgelehnt.
Der Mitte November 2003 von Russland vorgelegte Plan war ein detaillierter Vorschlag für einen vereinten asymmetrischen föderalen moldauischen Staat. Der Text wurde erstmals auf Russisch auf der Website des transnistrischen Außenministeriums veröffentlicht und von dem russischen Politiker Dmitri Nikolajewitsch Kosak, einem engen Verbündeten von Präsident Wladimir Putin und einer der Schlüsselfiguren in seinem Präsidententeam, propagiert. Für Transnistrien bedeutete das Memorandum ein Ende der bisherigen Moskauer Politik, die davon ausging, dass die Region in einer Föderation den gleichen Status wie der Rest des Landes genießen würde. Dem Memorandum zufolge sollten russische Truppen (maximal 2000 Mann stark und ohne schwere Bewaffnung) für die Übergangszeit, spätestens jedoch bis 2020, in Transnistrien verbleiben.
Es wurde vorgeschlagen, die Kompetenzen der Regierung der föderalen Republik Moldau in drei Kategorien aufzuteilen: die der Föderation, die der einzelnen Subjekte und die der gemeinsamen Kompetenzen. Der Plan warf mehrere Probleme auf, die zu einer Blockade der Politikgestaltung führen könnten. Ein nach dem Verhältniswahlrecht gewähltes Unterhaus sollte Gesetze mit einfacher Mehrheit verabschieden. Alle grundlegenden Gesetze (die die Änderung der föderalen Machtstruktur betreffen – Abschnitt 7b) bedürfen jedoch der Zustimmung des Senats (nicht „alle Gesetze“), dessen Vertretung im Verhältnis zur Bevölkerungszahl unverhältnismäßig wäre: 13 Senatoren wurden vom Unterhaus gewählt, neun von Transnistrien und vier von Gagausien. Im Jahr 2004 machte Transnistrien 14 % und Gagausien 4 % der Gesamtbevölkerung Moldaus aus. Mit diesem Plan könnten transnistrische Senatoren Änderungen an der Verfassung des vereinigten Staates blockieren. Gesetze, die die Föderation (Moldau ohne Transnistrien und Gagausien) betreffen, müssten nicht vom Senat ratifiziert werden.
In den Tagen nach der Veröffentlichung des russischen Vorschlags kam es in Chișinău zu großen Demonstrationen gegen das Kosak-Memorandum. Die moldauische Führung weigerte sich, das Memorandum ohne Abstimmung mit den europäischen Organisationen zu unterzeichnen. Ein Besuch von Präsident Putin in Moldau wurde abgesagt. Später im Jahr 2005 lehnte Präsident Wladimir Woronin das Kosak-Memorandum von 2003 in einer Erklärung ab, da es im Widerspruch zur moldauischen Verfassung stehe. Diese definiert Moldau als neutralen Staat und dulde keine ausländischen Truppen auf seinem Boden, während das Land keinen Militärbündnissen beitreten darf. Moldawien und das Kozak-Memorandum waren ein zentrales Thema beim Ministertreffen der Organisation für Sicherheit und Zusammenarbeit in Europa (OSZE) in Maastricht im Dezember 2003. Meinungsverschiedenheiten zwischen Russland auf der einen und der EU und den USA auf der anderen Seite hinsichtlich der Republik Moldau waren einer der Hauptgründe dafür, dass nach dem Treffen keine gemeinsame Abschlusserklärung verabschiedet wurde.